# Ryū ga Gotoku Studio
Le Ryû ga Gotoku Studio (龍が如くスタジオ), connu en Occident sous le nom Yakuza Studio, est un studio interne à Sega composé d'une fusion des membres clés de CS1 R&D (anciennement Amusement Vision), l'équipe qui a créé les deux premiers opus de la franchise Yakuza avec le studio Sega Sports Japan (Jet Set Radio, Panzer Dragoon Orta). Le studio est dirigé par Toshihiro Nagoshi comme c'était auparavant le cas pour Sega AM4, Amusement Vision et CS1 R&D.

## Départ de Toshihiro Nagoshi et Daisuke Sato
Le 30 août 2021, Bloomberg annonçait que Toshihiro Nagoshi quitterait le Ryû ga Gotoku Studio et Sega pour rejoindre NetEase. Le 8 octobre 2021, Sega confirme bien le départ de Nagoshi, mais aussi le producteur Daisuke Sato, l'ex numéro 2 du studio. Après une réorganisation, la firme japonaise annonce Masayoshi Yokoyama pour diriger le Ryû ga Gotoku Studio. Ce dernier n'est pas un nouveau au sein de l'équipe, puisqu'il a écrit et produit bon nombre de scénarios pour la série Yakuza.

## Jeux développés
| Titre                                                                     | Support                                                      | Date de sortie au Japon                         | Date de sortie en Amérique du Nord              | Date de sortie en Europe                        |
| ------------------------------------------------------------------------- | ------------------------------------------------------------ | ----------------------------------------------- | ----------------------------------------------- | ----------------------------------------------- |
| Binary Domain                                                             | PlayStation 3, Xbox 360, Windows                             | 16 février 2012                                 | 28 février 2012                                 | 24 février 2012                                 |
| Yakuza 1 & 2 HD                                                           | PlayStation 3                                                | 1er novembre 2012                               | n/a                                             | n/a                                             |
| Yakuza 1 & 2 HD                                                           | Wii U                                                        | 8 août 2013                                     | n/a                                             | n/a                                             |
| Yakuza 5                                                                  | PlayStation 3, PlayStation 4 Xbox One, Windows               | 6 décembre 2012 11 février 2020 29 janvier 2021 | 8 décembre 2015 11 février 2020 29 janvier 2021 | 8 décembre 2015 11 février 2020 29 janvier 2021 |
| Ryu ga Gotoku Ishin!                                                      | PlayStation 3, PlayStation 4                                 | 22 février 2014                                 | n/a                                             | n/a                                             |
| Yakuza Zero                                                               | PlayStation 3, PlayStation 4, Xbox One, Windows              | 12 mars 2015 26 février 2020                    | 24 janvier 2017 26 février 2020                 | 24 janvier 2017 26 février 2020                 |
| Yakuza Kiwami                                                             | PlayStation 3, PlayStation 4, Xbox One, Windows              | 21 janvier 2016 21 avril 2020                   | 29 août 2017 21 avril 2020                      | 29 août 2017 21 avril 2020                      |
| Yakuza 6                                                                  | PlayStation 4                                                | 8 décembre 2016                                 | 17 avril 2018                                   | 17 avril 2018                                   |
| Yakuza Kiwami 2                                                           | PlayStation 4, Xbox One, Windows                             | 7 décembre 2017 30 juillet 2020                 | 28 août 2018 30 juillet 2020                    | 28 août 2018 30 juillet 2020                    |
| Fist of the North Star: Lost Paradise (Titre original : Hokuto ga Gotoku) | PlayStation 4                                                | 8 mars 2018                                     | 2 octobre 2018                                  | 2 octobre 2018                                  |
| Judgment (titre original : Judge Eyes)                                    | PlayStation 4                                                | 15 décembre 2018                                | 25 juin 2019                                    | 25 juin 2019                                    |
| Yakuza: Like a Dragon (titre original : Yakuza 7)                         | PlayStation 4, Xbox One, Xbox Series, PlayStation 5, Windows | 16 janvier 2020 25 février 2021                 | 10 novembre 2020 2 mars 2021                    | 10 novembre 2020 2 mars 2021                    |
| Judgment Remastered                                                       | PlayStation 5, Xbox Series, Google Stadia, Windows           | 23 avril 2021 14 septembre 2022                 | 23 avril 2021 14 septembre 2022                 | 23 avril 2021 14 septembre 2022                 |
| Lost Judgment                                                             | PlayStation 4, PlayStation 5, Xbox One, Xbox Series, Windows | 24 septembre 2021 14 septembre 2022             | 24 septembre 2021 14 septembre 2022             | 24 septembre 2021 14 septembre 2022             |
| Like a Dragon Ishin!                                                      | PlayStation 4, PlayStation 5, Xbox One, Xbox Series, Windows | 21 février 2023                                 | 21 février 2023                                 | 21 février 2023                                 |
| Like a Dragon Gaiden: The Man Who Erased His Name                         | PlayStation 4, PlayStation 5, Xbox One, Xbox Series, Windows | 9 novembre 2023                                 | 9 novembre 2023                                 | 9 novembre 2023                                 |
| Like a Dragon: Infinite Wealth                                            | PlayStation 4, PlayStation 5, Xbox One, Xbox Series, Windows | 26 janvier 2024                                 | 26 janvier 2024                                 | 26 janvier 2024                                 |
| Like a Dragon: Pirate Yakuza in Hawaii                                    | PlayStation 4, PlayStation 5, Xbox One, Xbox Series, Windows | 21 février 2025                                 | 21 février 2025                                 | 21 février 2025                                 |